# Daniel de La Touche
Pour les articles homonymes, voir La Touche (homonymie).
Daniel de La Touche, seigneur de La Ravardière, est un huguenot né en 1570 à Berthegon dans l'actuel département français de la Vienne. Capitaine de la marine française  et colonisateur du début du XVIIe siècle : il est notamment le fondateur de la future São Luís do Maranhão. Il épouse en 1589 Charlotte de Montgommery et s’installe à Cancale au port de la Houle. Il est mort entre 1631 et 1635 dans cette ville.

## Biographie
La Ravardière s'illustre d'abord comme chef de guerre lorsqu'il tente de soulever la Normandie en faveur du protestantisme, au moment des guerres de religion.
À la suite de l’implantation en Guyane de deux armateurs Jacques Riffault et Charles des Vaux, ceux-ci demandent au roi de France du renfort pour la colonie. Henri IV mandate Daniel de La Touche qui arme un navire et embarque le 12 janvier 1604 de Saint-Malo en direction du Brésil accompagné de l’apothicaire Jean Mocquet. L'expédition les emmènent à l'embouchure de la rivière de Cayenne et ils ont pour objectif d’explorer la baie de l'Oyapock.
Ils continuent plus au sud et découvrent l’île de Maragnan (Maranhāo) dans la baie de São Marcos (pt) au sud de l’Amazonie. Le site est à la confluence d’estuaires, ce qui rend possible une large pénétration vers l’arrière-pays. Ils établissent un premier contact avec les indigènes Tupinambas et leur proposent de devenir des sujets français en échange de leur protection contre les Portugais. Ils reviennent en France l'année suivante accompagnés de l'amérindien Yacopo de la tribu des Caripous qu'ils présentent à la cour.
Daniel de la Touche qu'Henri IV a nommé «lieutenant général du roy es contrées de l'Amérique depuis la rivière des Amazones jusqu'à l'isle de la Trinité », monte une seconde expédition  à destination du Brésil en 1609. Il s’allie avec Charles Des Vaux  et se dirige sur l’île de Maranhao. Ils rentrent en France en août 1610, avec la conviction de pouvoir y installer une colonie mais apprend l’assassinat du roi trois mois plus tôt. Marie de Médicis reconduit de La Ravardière dans sa charge mais ne soutient pas financièrement ses projets. Daniel de la Touche recherche et trouve des mécènes, notamment François de Razilly et Nicolas de Harlay (baron de Sancy).
Il appareille de Cancale le 19 mars 1612 accompagné de frères capucins (dont Claude d’Abbeville et Yves d'Évreux) et de 500 colons. L’expédition comprend trois embarcations : La Régente, commandée par Daniel de La Touche et François de Razilly, La Charlotte, commandée par Nicolas de Harlay, et La Sainte-Anne commandée par Isaac de Razilly. Le 26 juillet 1612 les navires approchent des côtes brésiliennes, à proximité de l'embouchure de l'Amazone. Il arrive en septembre de la même année, à Montanha dos Canibais, point culminant d'Ilha Grande, domaine des Tupinambás avec lesquels le contact est bon. Il remonte le Rio Para et il aide les indigènes à se débarrasser des Camarapins anthropophages.
De La Touche fonde le Fort de Saint-Louis (pt)  (Saint-Louis du Maragnan), en l’honneur de Louis XIII, dans la baie de São Marcos. Il concrétise le projet d’Henri IV d’une France équinoxiale dont il est nommé vice-roi.
En décembre 1613, laissant de la Ravardière sur l’île de Maragnan, la Régente appareille pour la France avec à son bord  François de Rasilly, accompagné de six Tupinambás. Sa mission est de convaincre la cour d’envoyer des renforts pour consolider la colonie française qui subit des assauts répétés de la part des portugais. Mais souhaitant un rapprochement avec l’Espagne, Marie de Médicis ne donne pas suite et de Rasilly revient au Maragnan en juin 1614.
Parallèlement, trois cents maçons, charpentiers, tailleurs, terrassiers, cordonniers et laboureurs ainsi que de nombreuses familles d’artisans arrivent pour renforcer la colonie. Ignorant les lettres patentes délivrées par les rois de France, Philippe III d’Espagne décide de chasser les colons. Le gouvernement brésilien charge Jeronimo de Albuquerque et Campos Moreno de mettre fin à la présence française : Les troupes portugaises, commandées par Alexandre de Moura (pt), remportent la bataille de Guaxenduba (pt) le 19 novembre 1614.

### São Luís

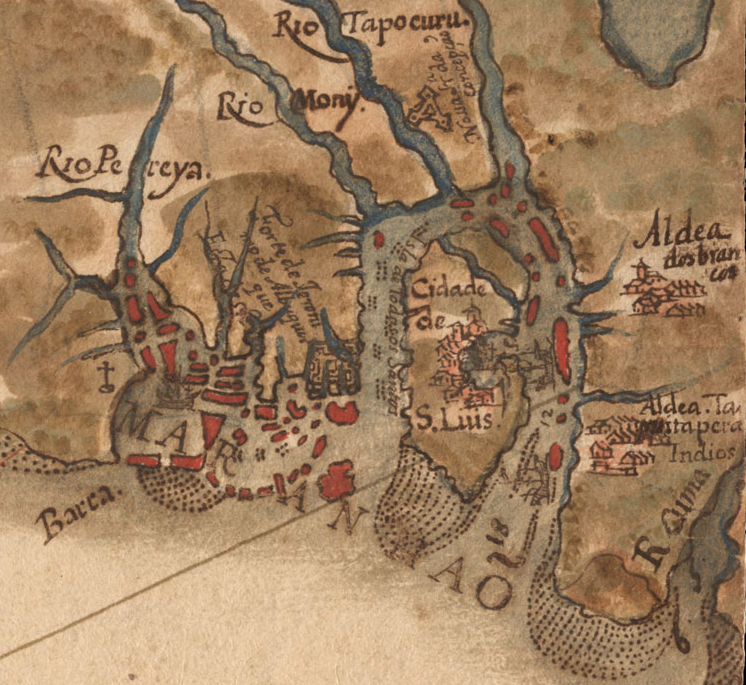
São Luis do Maranhão sur une carte de 1629

Après quelques escarmouches, une trêve et des tractations, l’assaut final est donné l'année suivante contre les colons français et Daniel de La Touche capitule 4 novembre 1615. Il est conduit au Portugal et emprisonné dans la tour de Belém jusqu’en 1620. Ainsi se termine la colonisation française "équinoxiale" au Brésil qui aura duré trois ans. Au XVIe siècle, toujours au Brésil la France antarctique dirigée par Nicolas Durand de Villegagnon avait connu le même sort en résistant 5 ans (1555-1560).
La ville de Saint-Louis est rebaptisée São Luis ; elle est aujourd'hui la capitale de l'État du Maranhão et compte plus d'un million d'habitants.
Lors d’un voyage en 1609 précédant la fondation de la colonie française du Maranhao, Daniel de La Touche, amena des tribus Potiguaras, « perdues dans la forêt lors d’une migration religieuse », trouvées près de la « riviere de Toury à 600 lieues de Recife,, probablement le Río Turiaçu au nord du Maranhão, où les premiers Tupinambas venaient d’arriver du Ceará.
Les troubles au Ceará au début du XVIIe siècle amenèrent aussi plusieurs « Tobajares », les « Miarigois » du Père Yves d'Evreux, à quitter cette région pour se retirer près de la rivière Mearim au Maranhao.

## Perroquets jaunes
La saga des perroquets jaunes est racontée en détail dans le livre de l'écrivain suisse d'origine belge Maurice Pianzola, Les Perroquets Jaunes. Français à la conquête du Brésil / XVIIe siècle, adapté au cinéma en 2002 : un film et un documentaire, Os papagaios amarelos - La terre sans mal sous la direction de la réalisatrice suisse Emmanuelle de Riedmatten. Pour les Indiens, les français n'étaient plus des étrangers et les nouvelles terres n'étaient pas si nouvelles pour les français, car des années auparavant Jacques Riffault avait commandé une expédition qui s'était installée pendant un certain temps sur la même île de Maranhao, l'actuelle São Luís.

## Hommages

### São Luís
Le Palais de la Ravardière (pt), mairie de São Luís.

Blason de São Luís, avec la fleur de lys, symbole de la royauté française

Le Palais des Lions (pt), siège du parlement de l'État du Maranhão, se situe à l’emplacement de l’ancien fort construit par Daniel de La Touche.
La personnalité  de Daniel de La Touche et son dévouement envers les Indiens qu'il protégeait ont été tels que la ville l'honore toujours. Son buste en bronze, sculpté par Antão Bibiano Silva, trône devant le bâtiment.
Le rêve d'une colonie française au Brésil, a laissé des traces dans la société de Maranhão, à São Luís. Il y a des endroits et des commerces avec le nom des conquérants et des bustes, L'établissement scolaire Colégio Batista Daniel de la Touche. L'université de São Luis Instituto Daniel de la Touche. Dans la ville il y a l'Avenida Daniel de la Touche.
Le Musée huguenot Daniel de La Touche (pt) est officiellement connu sous le nom de Maison huguenote de la culture Daniel de La Touche. Il est installé dans un manoir typique et historique de São Luís qui appartenait à Catarina Mina, situé à Beco Catarina Mina. L'objectif de l'institution est d'être un musée des arts, de la culture, de l'histoire et de la mémoire de la fondation française de la ville. Le musée n'a aucun lien gouvernemental et est maintenu grâce aux dons des personnes qui le visitent. L'objectif du musée est de renforcer l'identité culturelle franco-protestante, ou plutôt huguenote. En 2017, le musée a lancé une marque de café appelée Huguenot's Café. Le logo du produit porte la photo de Daniel de La Touche, fondateur de la ville.

### Cancale
A l'occasion du 400e anniversaire de la création de Saint-Louis du Maragnan alias São Luis, une œuvre en bronze du sculpteur Patrick Abraham a été inaugurée le 8 septembre 2012, près du phare de la Houle à l'initiative du musée de Cancale.

Hommage à Cancale
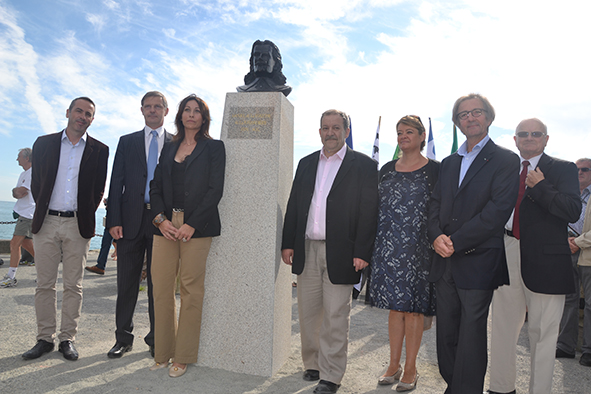
Inauguration du monument à la mémoire de Daniel de La Touche de la Ravardière à Cancale.
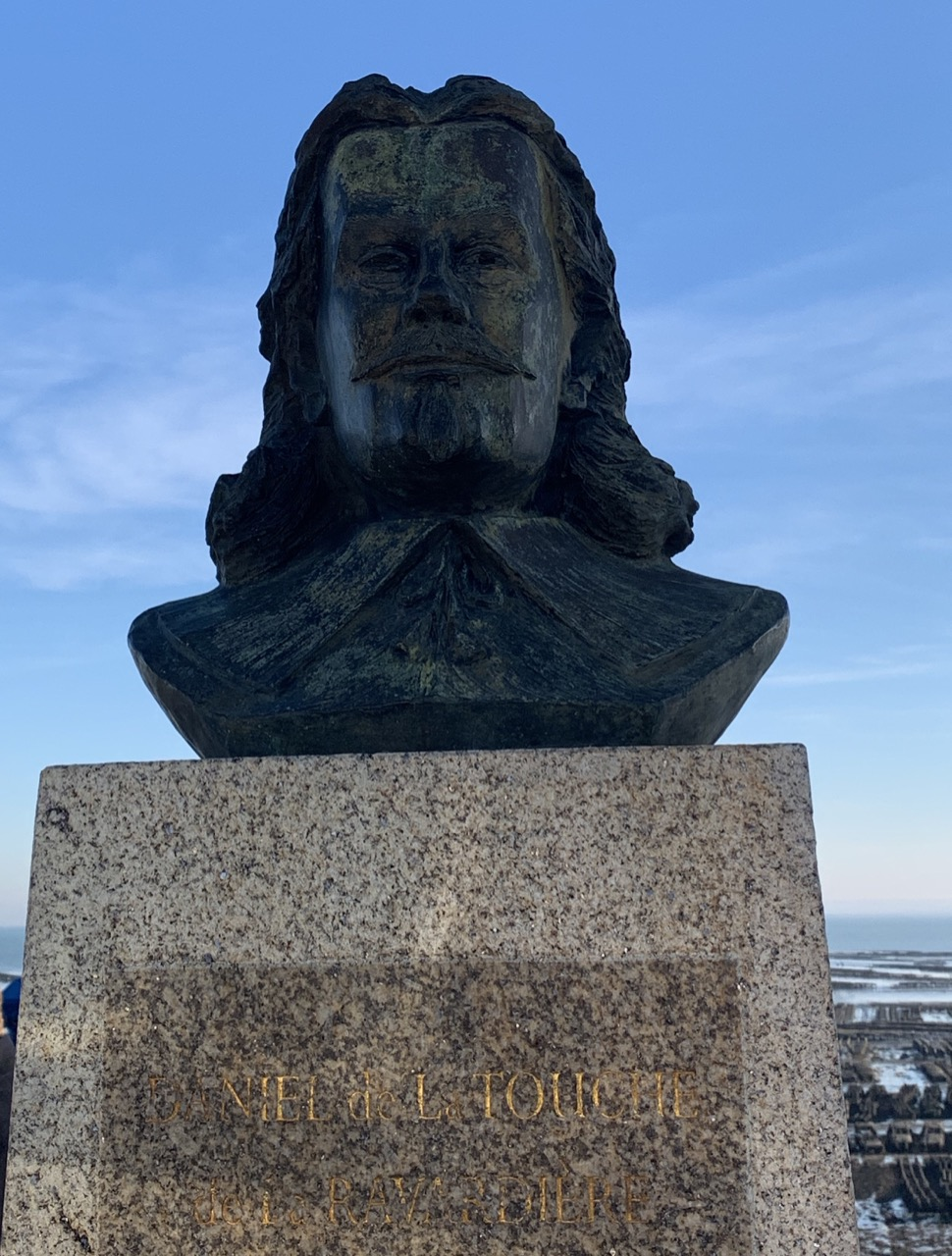
Buste de Daniel de la Touche
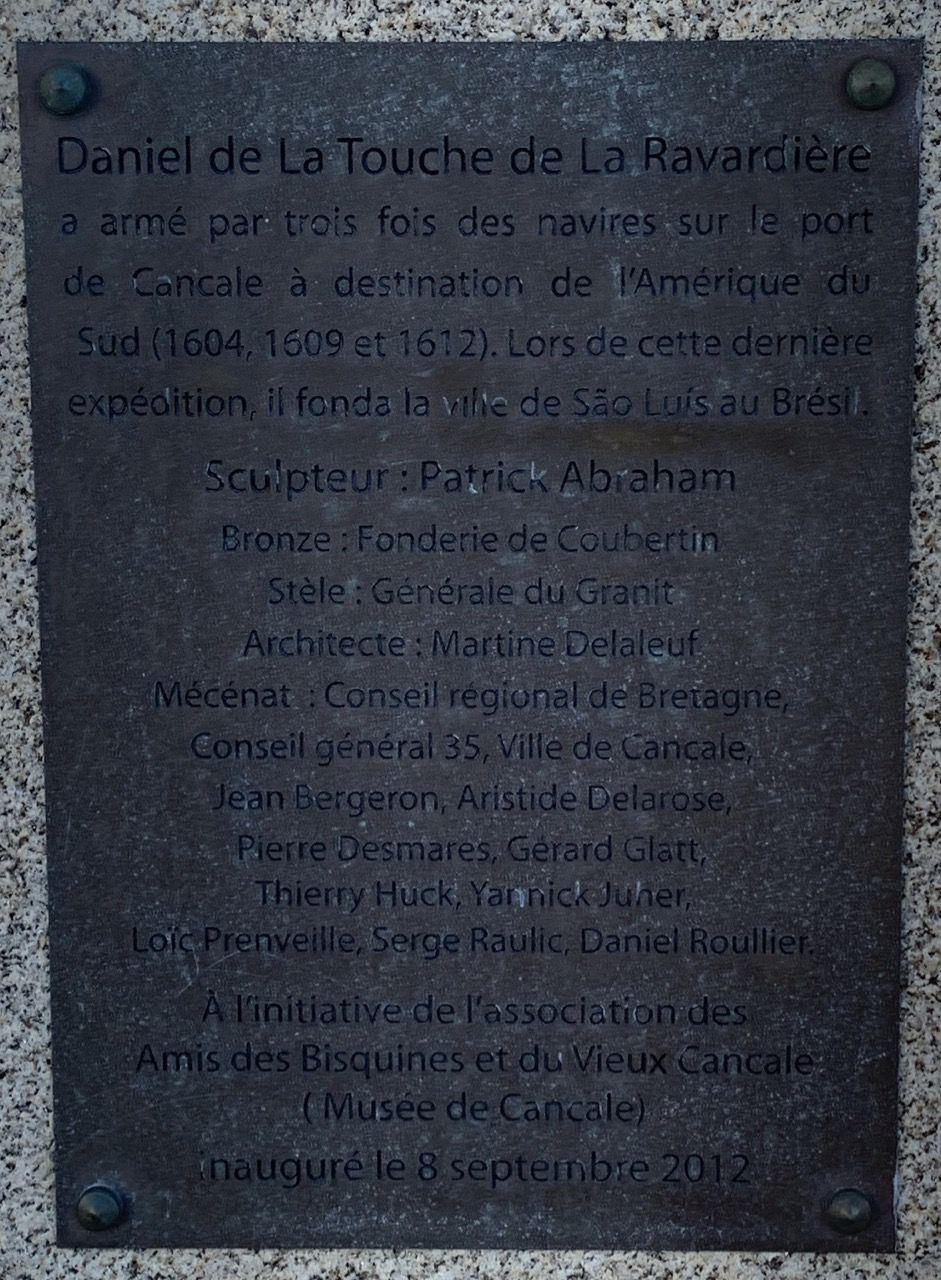
Plaque commémorative du monument de Daniel de la Touche